# Delta Air Lines
Delta Air Lines, Inc. – amerykańskie linie lotnicze, założone w 1929 w Macon, w stanie Luizjana. Nazwa Delta pochodzi od delty Missisipi.
Siedziba główna spółki znajduje się w Atlancie, w stanie Georgia. Linie obsługują trasy ze Stanów Zjednoczonych do Europy, Azji, na Bliski Wschód, Ameryki Łacińskiej i Kanady oraz połączenia wewnątrz USA. Członek założyciel sojuszu linii lotniczych SkyTeam. Od 2013 linie posiadają 49% udziałów w Virgin Atlantic.

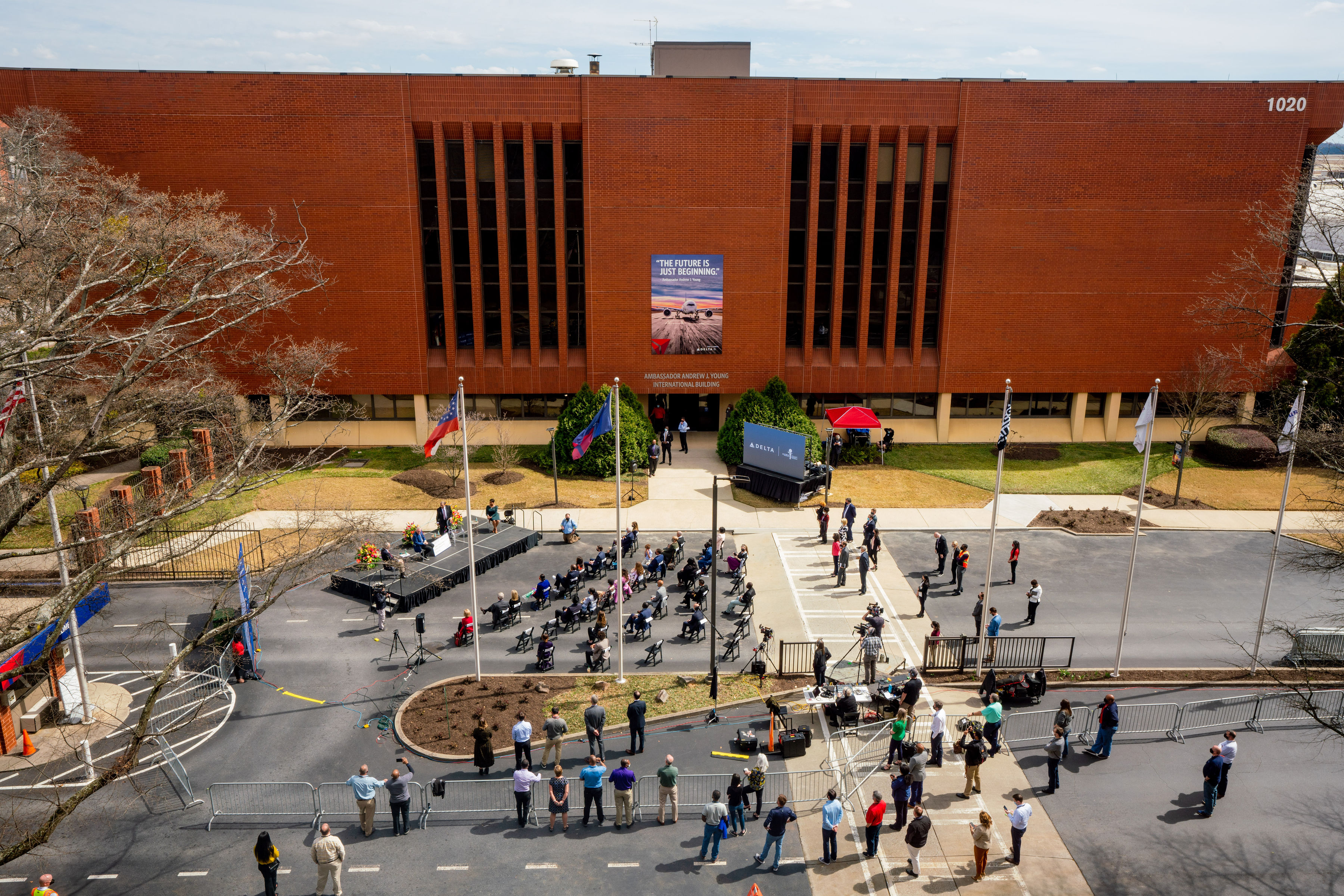
Siedziba główna Delta Air Lines, Inc.

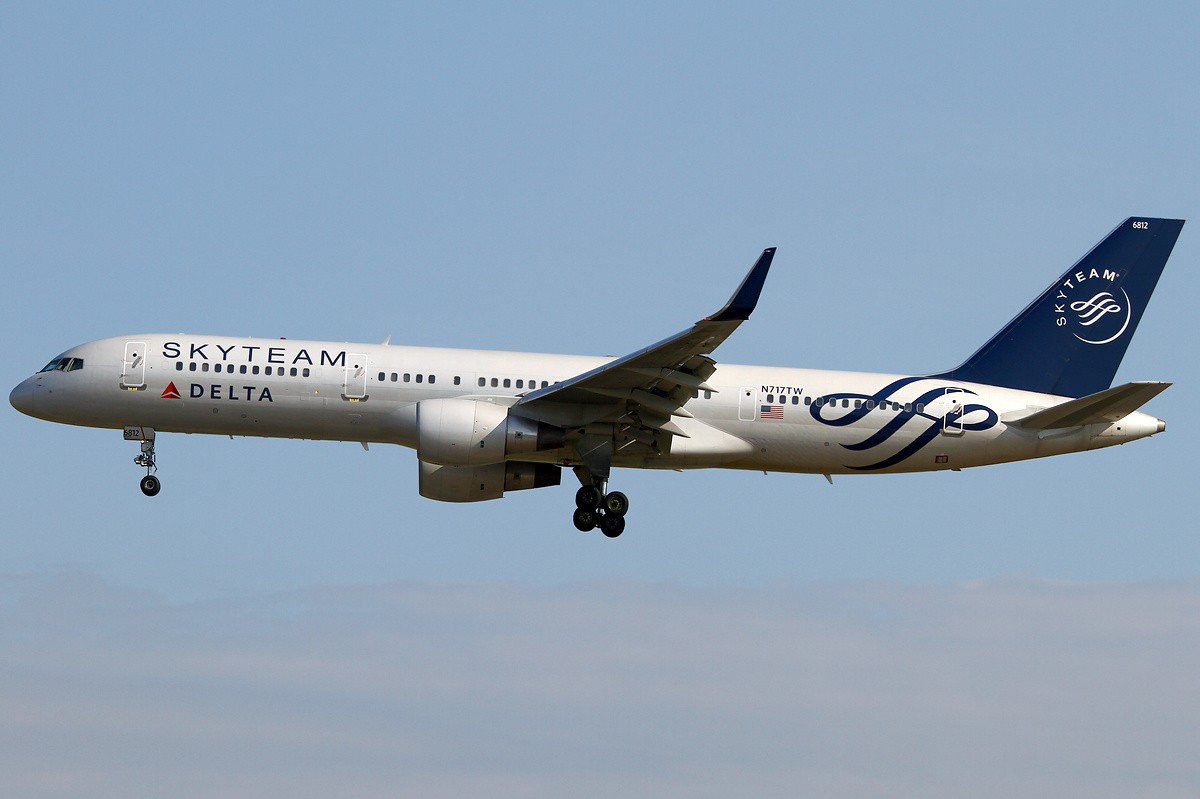
Boeing B757 przewoźnika w barwach sojuszu SkyTeam

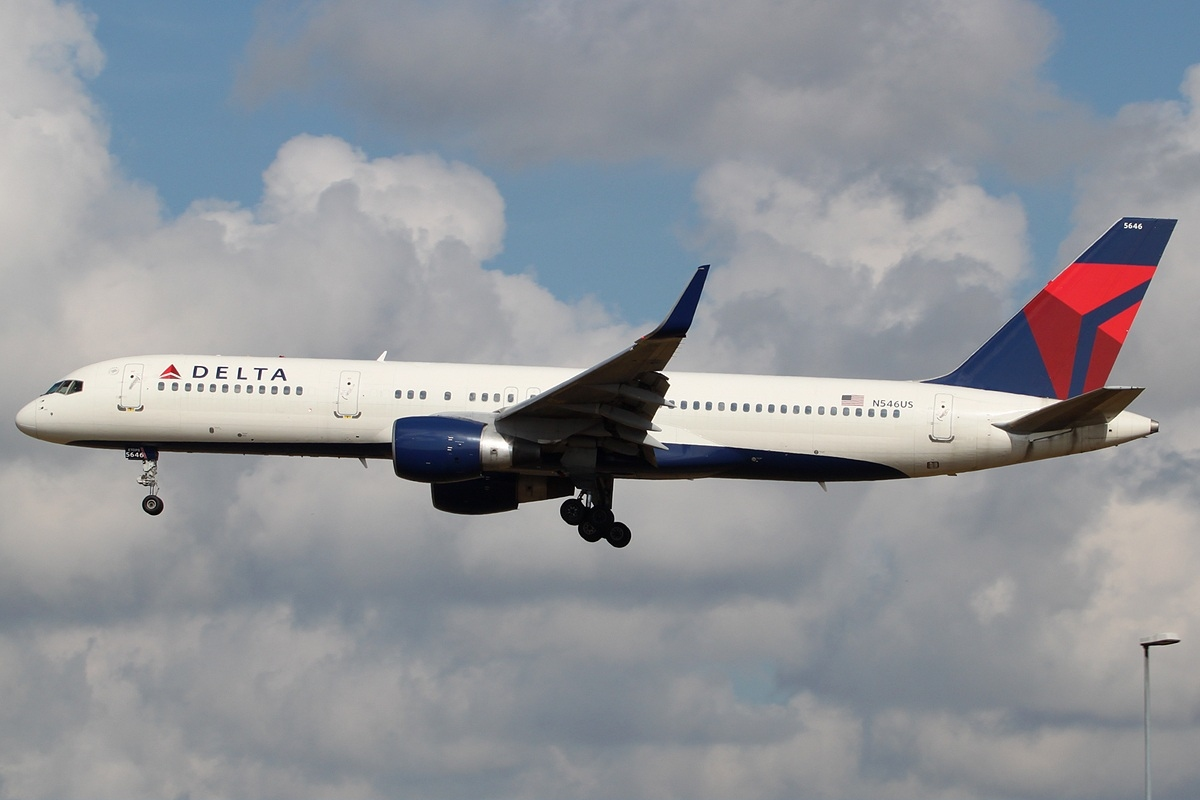
Boeing 757 linii Delta Air Lines

## Flota
Według stanu na sierpień 2025 flota Delta Air Lines składała się z 990 samolotów o średnim wieku 15,1 lat:
| Samolot          | Samolot | Samolot   | Liczba miejsc | Liczba miejsc | Liczba miejsc | Liczba miejsc | Liczba miejsc | Uwagi                             |
| Model            | Aktywne | Zamówione | F             | B             | P             | E             | Łącznie       | Uwagi                             |
| ---------------- | ------- | --------- | ------------- | ------------- | ------------- | ------------- | ------------- | --------------------------------- |
| Airbus A220-100  | 45      | –         | –             | 12            | 15            | 82            | 109           |                                   |
| Airbus A220-300  | 33      | 1         | –             | 12            | 30            | 88            | 130           |                                   |
| Airbus A319-100  | 57      | –         | –             | 12            | 18            | 102           | 132           |                                   |
| Airbus A320-200  | 49      | –         | –             | 16            | 18            | 123           | 157           |                                   |
| Airbus A321-200  | 127     | –         | –             | 20            | 29            | 142           | 191           |                                   |
| Airbus A321neo   | 78      | 10        | –             | 20            | 42            | 132           | 194           |                                   |
| Airbus A321neo   | 78      | 10        | 16            | 12            | 54            | 66            | 148           |                                   |
| Airbus A330-200  | 11      | –         | 34            | 21            | 24            | 144           | 223           |                                   |
| Airbus A330-300  | 31      | –         | 34            | 21            | 24            | 203           | 282           |                                   |
| Airbus A330-900  | 37      | 2         | 29            | 28            | 56            | 168           | 281           |                                   |
| Airbus A350-900  | 38      | 2         | 32            | 48            | 36            | 190           | 306           |                                   |
| Airbus A350-900  | 38      | 2         | 30            | -             | 63            | 246           | 339           |                                   |
| Airbus A350-900  | 38      | 2         | 40            | 40            | 36            | 159           | 275           |                                   |
| Airbus A350-1000 | –       | 20        |               |               |               |               |               | Dostawa planowana od 2026         |
| Boeing 717-200   | 80      | –         | –             | 12            | 20            | 78            | 110           |                                   |
| Boeing 737-800   | 77      | –         | –             | 16            | 36            | 108           | 160           |                                   |
| Boeing 737-900ER | 163     | –         | –             | 20            | 21            | 139           | 180           |                                   |
| Boeing 737-900ER | 163     | –         | –             | 12            | 6             | 162           | 180           |                                   |
| Boeing 737-900ER | 163     | –         | –             | 12            | 24            | 137           | 173           |                                   |
| Boeing 757-200   | 88      | –         | –             | 20            | 41            | 132           | 193           |                                   |
| Boeing 757-200   | 88      | –         | –             | 20            | 29            | 150           | 199           |                                   |
| Boeing 757-200   | 88      | –         | 16            | –             | 44            | 108           | 168           |                                   |
| Boeing 757-200   | 88      | –         | –             | 72            | –             | –             | 72            |                                   |
| Boeing 757-300   | 16      | –         | –             | 24            | 32            | 178           | 234           |                                   |
| Boeing 767-300   | 39      | –         | 26            | 18            | 21            | 151           | 216           | Wycofanie planowane do końca 2030 |
| Boeing 767-300   | 39      | –         | 26            | –             | 35            | 165           | 226           | Wycofanie planowane do końca 2030 |
| Boeing 767-300   | 39      | –         | 36            | –             | 32            | 143           | 211           | Wycofanie planowane do końca 2030 |
| Boeing 767-400   | 21      | –         | 34            | 20            | 28            | 156           | 238           |                                   |
| Łącznie          | 990     | 35        |               |               |               |               |               |                                   |